# シャルル＝アンドレ・フェリィ
シャルル=アンドレ・フェリィ（フランス語: Charles-André Férey）は、フランスの死刑執行人である。
詳しい身元に関する記録は残っていないが、マコン地方の死刑執行人の息子だったといわれている。アンリ＝クレマン・サンソンが罷免された後に立候補した17人の死刑執行人の中から選ばれ、1847年にムッシュ・ド・パリに就任したが、わずか2年余り後の1849年に罷免されている。